# Шон Клайбер
Шон Клайбер (нід. Sean Klaiber, нар. 31 липня 1994, Утрехт, Нідерланди) — суринамський футболіст, захисник данського клубу «Брондбю» та національної збірної Суринаму.

## Клубна кар'єра
Шон Клайбер народився в Утрехті і грати у футбол починав у місцевому однойменному клубі. Після того, як закінчив клубну футбольну академію, Клайбер приєднався до першої команди. Його дебют в основі відбувся у жовтні 2013 року у матчі на Кубок країни. В Ередивізі Клайбер дебютував лише у лютому 2014 року. 2015 рік футболіст провів в оренді у клубі Еерстедивізі «Дордрехт». Після оренди Клайбер продовжив виступи у складі «Утрехта».
1 жовтня 2020 року Клайбер підписав трирічний контракт з амстердамським «Аяксом». Де він приєднався до свого колишнього тренера ще з часів «Утрехта» Еріка тен Гага. У складі нового клубу Клайбер зміг дебютувати у груповому раунді Ліги чемпіонів. Утім у складі аместердамців мав проблеми з потраплянням до основного складу, з'являючись на полі лише епізодично.
29 серпня 2022 року повернувся до рідного «Утрехта», з яким уклав трирічний контракт.
У вересні 2023 року Клайбер перейшов до данського клубу «Брондбю», з яким підписав дворічний контракт.

## Збірна
На початку кар'єри Шон Клайбер грав у складі молодіжної збірної Нідерландів. У червні 2021 року футболіст оголосив про своє рішення виступати на міжнародному рівні у складі національної збірної Суринаму. Був внесений до заявки збірної Суринаму на турнір Золотий кубок КОНКАКАФ 2021.

## Досягнення
Аякс
 Чемпіон Нідерландів: 2020/21, 2021/22
 Переможець Кубка Нідерландів: 2020/21